# Боженов, Сергей Анатольевич
Серге́й Анато́льевич Боже́нов (род. 8 апреля 1965, Лабинский район, Краснодарский край) — глава администрации, губернатор Волгоградской области (2 февраля 2012 — 2 апреля 2014).
Состоял в партиях «Яблоко», Российская партия жизни, «Единая Россия» и др..

## Биография
Сергей Боженов родился 8 апреля 1965 года в станице Чамлыкская Лабинского района Краснодарского края.
С 1978 года воспитывался в детском доме (после смерти родителей).
В 1980 году поступил в Астраханское ГПТУ-9 по специальности «моторист-матрос». В 1983 году поступил на учёбу в Астраханское речное училище на специальность «судовождение».
С 1986 по 1992 года — боцман на судах загранплавания.
В 1993—1997 годах работал на предприятиях в сфере малого бизнеса.
В 1997 году был избран депутатом Астраханского областного представительного собрания. В АОПС стал председателем постоянной комиссии по проблемам малого и среднего предпринимательства.
В 1999 году окончил юридический факультет Астраханского государственного педагогического университета, в 2000 году с отличием окончил Российскую академию государственной службы при Президенте РФ по специальности «Государственное и муниципальное управление». В 2002 году с отличием окончил обучение в Саратовском государственном социально-экономическом университете (отделение «Финансы и кредит»). Кандидат политических наук (2007). Почётный профессор Астраханского государственного технического университета (2010).
В октябре 2001 года повторно избран в Государственную Думу Астраханской области и становится председателем комитета по государственной политике, законности, правопорядку и безопасности.

### Мэр Астрахани
В 2004—2011 годах являлся мэром Астрахани, откуда был избран депутатом Госдумы шестого созыва. Пребывание Боженова во главе городской администрации ознаменовалось конфликтами с областным руководством и скандалами на выборах (наблюдателей и членов избиркомов изгоняли с участков некие «бойцы»). По утверждениям оппонентов, семья экс-мэра владеет в Астрахани большим количеством недвижимости, а площади для построек некоторых объектов, которые были необходимы Боженову или его семье, много раз появлялись весьма странным образом, так как на нужных местах выгорали жилые дома.
За первые три года руководства городом поступление доходов в бюджет Астрахани выросло более чем в два раза: с 4,7 млрд руб. в 2004 году до 10,4 млрд руб. в 2007 году. При Боженове в Астрахани были отремонтированы все главные магистрали, запущена программа «От окраин к центру», в рамках которой начался массовый ремонт внутриквартальных и внутридворовых дорог, а также установка детских и спортивных площадок, которых было построено более трёхсот.
За время правления Боженова в Астрахани сложилась ситуация, при которой сторонники его оппонента Олега Шеина подвергались избиению неизвестными людьми. Кроме того в городе произошёл ряд пожаров, в которых погибли 28 человек, а территории под этими домами впоследствии продавались мэрией под застройку: «С тех пор как он возглавил Астрахань, ситуация в городе осложнилась: русское население стало его покидать, дома гореть, а на их месте стали возводиться торговые центры. <…> По стечению обстоятельств землю под сожжёнными строениями передавали жене мэра Ольге Боженовой под коммерческое строительство».
При Боженове в Астрахани ликвидировано трамвайное сообщение.

### Высшее должностное лицо Волгоградской области

#### Глава администрации Волгоградской области

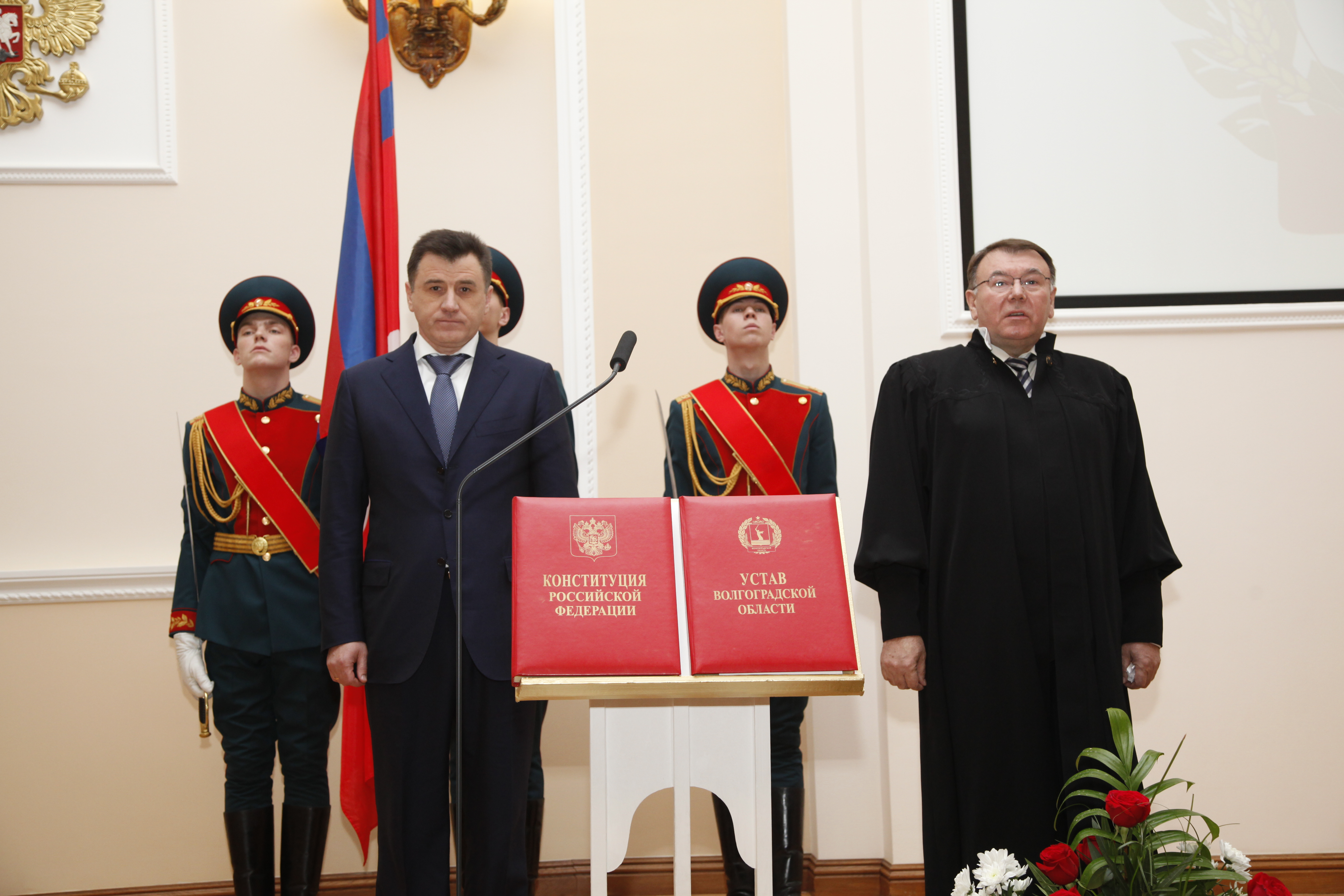
Наделение полномочиями главы администрации Волгоградской области 2 февраля 2012 года.

17 января 2012 года после отставки Анатолия Бровко был назначен временно исполняющим обязанности главы администрации Волгоградской области. В информационном пространстве региона сразу же стали появляться сообщения о негативных качествах Боженова, причём некоторые сообщения оставляли жители Астрахани.
30 января Иван Александрович Новаков, ректор Волгоградского государственного технического университета, академик РАН и председатель совета ректоров вузов Волгоградской области обратился с письмом в Волгоградскую областную думу и региональный политсовет партии «Единая Россия», в котором он просит отложить обсуждение кандидатур на должность главы региона как минимум до марта 2012 года. По мнению Новакова это необходимо потому, что в обществе назначение Сергея Боженова вызвало бы крайне неоднозначную реакцию, подрывая, таким образом, авторитет Путина.
31 января президент Дмитрий Медведев внёс на рассмотрение Волгоградской областной Думы кандидатуру Сергея Боженова для наделения его полномочиями главы администрации Волгоградской области.
Фракция КПРФ в Волгоградской областной Думе заявила о том, что отказывается принимать участие в заседании, назначенном на 2 февраля, где должен быть рассмотрен вопрос об утверждении на посту главы региона Сергея Боженова. Помимо поспешности такого решения, коммунисты мотивировали своё решение ещё и тем, что 2 февраля — День разгрома фашистских войск под Сталинградом — особый день для Волгограда и всей области: «Этот святой для волгоградцев праздник нельзя совмещать с какими-либо событиями. Однозначно памятная дата отойдёт на второй план и главной новостью преподнесут утверждение главы региона», — секретарь областного обкома КПРФ Алевтина Апарина.
2 февраля 2012 года решением депутатов Волгоградской областной Думы С. А. Боженов был наделён законными полномочиями главы администрации Волгоградской области. 31 депутат проголосовал «за», один — воздержался, и 6 депутатов из фракции КПРФ отказались голосовать.
Политолог Ростислав Туровский: «Думаю, что на этом посту он будет использовать такие же жёсткие методы управления, как в Астрахани. Политический замысел понятен: он должен зачистить неблагоприятную для „Единой России“ область. Но у меня есть сомнения, что у него это получится. Местные элиты, скорее всего, перейдут к тихому саботажу его решений». Ряд других экспертов полагает, что назначение на пост главы области представителя другого региона поможет избежать конфликтов представителей областных элит.
Александр Алымов, председатель астраханского движения «Точка Отсчёта», с 2006 года выступавший за отставку Сергея Боженова, 18 января обратился к волгоградцам с предупреждением о последствиях назначения Боженова на пост главы Волгоградской области. В частности, было сказано об аномально высоком проценте голосов за Единую Россию, что и подтвердилось на последующих выборах.
В начале марта 2012 года Боженов внёс в областную думу законопроект об увеличении надбавок высокопоставленным чиновникам администрации области. Кроме того, вскоре после прихода Боженова на пост главы администрации области, на баланс гаража администрации области и областной думы поступили несколько дорогостоящих автомобилей иностранного производства. Так, за самим Боженовым и его охраной были закреплены два автомобиля «Mercedes», которые, как выяснилось позднее, были приобретены ООО «Лукойл-Нижневолжскнефтепродукт» за 10 миллионов рублей и переданы обладминистрации по договору пожертвования. ООО «ЕвроХим-ВолгаКалий» пожертвовала администрации шесть гибридных автомобилей «Lexus» за 18 миллионов рублей. После дней рождения Боженова и председателя правительства области Храмова в гараже областной администрации появились новые «Toyota Land Cruiser 200» и «Infiniti».
Непосредственно перед выборами Президента, Сергей Боженов обратился к избирателям области в поддержку программы одного из кандидатов. Хотя имя кандидата и не было упомянуто, характерные риторика в пользу недопустимости кардинальных перемен и курса на стабильность, предостережения от «лихих 90-х», явно указывают на агитацию в пользу Путина. После провальных для «Единой России» думских выборов, на президентских Путин набрал в регионе 63 %. Как отмечает ряд экспертов, резкое изменение результатов голосования связывают с приходом нового главы администрации. Евгений Минченко высказал мнение, что «Боженов — мастер организации управляемого голосования». Так, например, оппозиция накануне выборов жаловалась на организацию голосования на предприятиях, большое число открепительных удостоверений (50 тысяч против 27 тысяч на президентских). Волгоградская область стала, кроме того, лидером по числу проголосовавших вне помещения для голосования (т. н. «голосование на дому») — таким правом воспользовалось 15 % избирателей, принявших участие в выборах, или 193 тысячи против 96 тысяч на думских выборах. Как отмечает политолог Александр Кынев, «Обычный процент голосования на дому в среднем не превышает 5—6 %. Если речь идёт о десятках процентов, это уже очевидное применение административного ресурса». Интересно, например, что в Алексеевском районе вне избирательных участков проголосовала треть избирателей, а результат Путина составил 85 %, в Ворошиловском районе Волгограда на дому проголосовали 10 % избирателей, Путин получил 54 % голосов. 11 марта Боженов вручил главам пяти районов, в которых за Путина получил наибольший процент на выборах, ключи от новых автомобилей «Toyota». Между тем, 23 марта мэр Михайловки Геннадий Кожевников был отрешён от должности постановлением Сергея Боженова. Официальной причиной стало неисполнение мэром судебных решений. Вместе с тем, по мнению политолога Константина Глушенка, отставка Кожевникова может быть напрямую связана с «провалом» голосования на выборах президента 4 марта: за Владимира Путина в Михайловке проголосовало 45,98 % избирателей — это самый низкий показатель в регионе. Явка составила 58,6 %. После этого Сергей Боженов стал лоббировать проект по слиянию города и района.
5 апреля Сергей Боженов и группа депутатов облдумы вылетели в Италию якобы для того, чтобы «представить экономический потенциал Волгоградской области». Вылет был произведён на чартерном рейсе авиакомпании «Ак Барс Аэро», самолёт «CRJ 200». Заказчиком рейса выступила фирма «Ваш Чартер». По оценке специалистов, занимающихся авиаперевозками, стоимость подобного рейса оценивается от 80 до 90 тысяч долларов. По случайному совпадению на заграничную поездку пришёлся и день рождения главы региона. Чиновники поселились в пятизвёздочной гостинице. Алексей Навальный попросил Генпрокуратуру выяснить, на чьи средства и с какой целью организован визит. Итальянская пресса сообщает, что чиновники приехали вместе со своими семьями, а сам визит проходит в атмосфере максимальной конфиденциальности, к чиновникам не пускают журналистов и фотографов. Непосредственно в Италии за поездкой волгоградской делегации следил проживающий там журналист Андрей Мальгин. Со стороны представителей оппозиционных партий прозвучала резкая критика визита. Сергей Миронов, лидер «Справедливой России» в эфире телеканалу «Россия-24» заявил: «Мы поддерживаем инициативу коллег, которые делают запрос в Генпрокуратуру, потому что слишком красиво живут наши чиновники, и мы понимаем, за чей счёт они живут, и надо ставить чиновников на место». Интересно, что, например, члены «Справедливой России» Наталья Латышевская и Сергей Попов не испугались красивой жизни и приняли участие в рабочем визите в Италию. Владимир Жириновский, лидер ЛДПР: «При назначении губернаторам надо сказать: дома сидите, не раздражайте народ, у людей нет денег». Депутат Государственной думы от КПРФ Алевтина Апарина обратилась к Владимиру Путину с письмом, в котором просила обратить внимание на ситуацию, сложившуюся в Волгоградской области: «в Волгоградской области сложилась тревожная обстановка, связанная со стилем руководства нового губернатора и председателя правительства». Депутат попросила премьер-министра Владимира Путина «принять меры по данным фактам и при выступлении в Государственной думе высказать свою позицию по поводу случившегося». 28 марта Апарина в аналогичном письме рассказала, что «по итогам мартовских выборов главы пяти районов, показавших самые высокие результаты в вашу поддержку, получили от губернатора в личное пользование автомобили „Тойота“, покупка которых якобы финансировалась „Лукойлом“. Однако мер не было принято. Почувствовав безнаказанность, новая власть пошла дальше». События получили широкий резонанс и обсуждались, в частности, на Первом канале, Россия-24, НТВ, Пятый канал.
Ночью 10 апреля чиновники вернулись в Волгоград. Несмотря на общее нежалание комментировать ситуацию, некоторые участники поездки попытались объяснить журналистам цели поездки. При этом одни делегаты говорили о деловом характере поездки, а другие утверждали, что были в отпуске. Ни один из интервьюируемых не смог точно назвать ни одну фирму, предприятие, где они побывали. День рождения Боженова, по словам чиновников, был отмечен скромно и без фейерверков. Более того, было подчёркнуто, что такие поездки продолжатся и далее. Некоторые из вернувшихся не могли связать даже двух слов, а некоторые, как депутат Ирина Гусева, пригрозили блогерам и журналистам прокуратурой.
Интересно, что 9 апреля пресс-служба главы администрации области разместила на официальном сайте информацию о том, что Боженов якобы посетил строительную площадку одного из домов, возводимых для решения проблемы обманутых дольщиков. Комичность ситуации придаёт тот факт, что Боженов находится в Италии, а следовательно посетить строительные объекты Волгограда не мог. Руководитель пресс-службы администрации области Юлия Атопова пояснила, что данное событие произошло за несколько дней до публикации новости. Сам Сергей Боженов так прокомментировал Интерфаксу саму поездку: «Поездка в Италию группы волгоградских депутатов и членов регионального правительства носила частно-деловой характер, ни одной копейки из бюджета на неё потрачено не было и на это есть подтверждающие документы». Кроме того, он заявил, что алкоголь не употребляет вообще.
Руководитель фракции КПРФ в Волгоградской областной Думе Николай Паршин предположил, что поездка в Италию происходила за счёт самих депутатов, однако заявил, что самих договоров не видел. Предположительно депутаты заплатили по 70 тысяч рублей, что, учитывая их зарплату, сумма достаточно серьёзная. Кроме того, Паршин опроверг факт поездки в Италию председателя Правительства Волгоградской области Константина Храмова.
Волгоградская прокуратура не выявила нарушений в апрельской поездке местных чиновников в Италию. В результате проверки, проведённой по поручению прокуратуры области контрольно-счётной палатой области, нарушений бюджетного законодательства по указанной поездке не установлено.

#### Губернатор Волгоградской области
Вскоре после назначения Сергея Боженова на пост главы администрации области произошла смена названий органов исполнительной власти в области: глава администрации переименован в губернатора, а администрация — в правительство; появилась должность председателя правительства. При этом Боженов неоднократно заявлял, что ключевые посты в новом правительстве должны получить «алмазы» из других регионов, а сама смена структуры органов управления положительно скажется на числе чиновников. В реальности же всё оказалось наоборот. Наскоро назначенные министр спорта и туризма Тимур Рафик оглы Касимов и министр промышленности Максим Клетин не проработали на своих должностях и месяца. Между тем, они не покинули Волгоградскую область а перешли в ранг советников губернатора. Советником губернатора работает в Волгоградской области и депутат Государственной Думы Астраханской области Мунира Шабанова. Продолжается и процесс разрастания численности чиновников, для которых требуются новые помещения.
После прихода на пост главы региона, Боженов обещал избрать главу Волгограда к 1 апреля, затем дата была перенесена на осень 2012 года, а потом и вовсе на 2013 год. При этом использовались силовые методы давления на городскую думу. Так, для принудительной доставки депутатов в зал заседания были использованы машины «Скорой помощи», а сам Боженов предлагал воспользоваться для этого «наручниками».
В начале мая на площади им. Ленина прошёл митинг, на котором были высказаны требования об отставке губернатора Сергея Боженова. Митинг был приурочен к 100 дням нахождения в кресле главы региона губернатора Сергея Боженова, на него пришло более 100 человек. Примечательно, что одновременно с этим провести свою акцию решили и сторонники «Единой России»: около сотни волонтёров движений «Молодая гвардия Единой России» и «Наши» пришли на площадь Ленина, чтобы выступить против активистов оппозиции, собравшихся на митинг протеста. Сторонники Путина, однако, крайне неудачно повели себя на площади Ленина. Они не имели разрешения на проведение собственного митинга, поэтому могли, не нарушая закон, лишь раствориться среди протестующих оппозиционеров. Вместо этого молодогвардейцы и нашисты выстроились напротив группы оппозиции, фактически организовав альтернативный митинг. Как только в ответ на выступления оппозиционеров сторонники Путина начали выкрикивать собственные лозунги, в ситуацию вмешалась милиция. Сначала милиционеры, выстроившись цепью, отрезали митинг гражданских активистов от сторонников президента. Затем один из старших офицеров МВД подошёл к группе наиболее активных молодогвардейцев и потребовал от них показать разрешение на проведение альтернативного митинга. Как только выяснилось, что такого разрешения нет, милиционеры двинулись на сторонников президента, оттесняя их к дороге. Затем сотрудники МВД начали «винтить» сторонников Путина, задерживая их и усаживая в специальные автобусы. Часть активистов МГЕР и движения «Наши», бросив лозунги и транспаранты, спасалась от милиционеров бегством. Тем не менее около 20 человек сторонников были задержаны, среди которых, оказалось и несколько членов «Единой России». Политолог Александр Стризое: «Инцидент с разгоном пропутинского митинга в Волгограде, безусловно, является серьёзным политическим скандалом. Тем более что это произошло всего лишь через несколько дней после вступления Путина в должность президента. Безусловно, события 12 мая вдохнут оптимизм в лидеров волгоградской оппозиции».
В мае 2012 года Сергей Боженов получил 2 из 5 баллов в «Кремлёвском» рейтинге глав субъектов РФ, подготовленном «Фондом изучения электоральных процессов и электоральной политики» совместно с газетой «Неделя». Среди параметров расчёта рейтинга: количественный и качественный анализ публикаций в СМИ; рейтинг узнаваемости губернатора; рейтинг партии, от которой выдвинут губернатор; оценка уровня доверия к губернатору; оценка уровня доверия к Правительству РФ и Президенту РФ; беспорядки и демонстрации; забастовки; внутриэлитные споры; терроризм; рост уличной преступности и т. д. Издание следующим образом комментирует тото факт, что Боженов стал первым главой субъекта РФ, который вместо положенной «пятёрки» сразу же получает «двойку». Во-первых, Боженов начал свою деятельность со скандала федерального уровня (история с поездкой в Италию); во-вторых, была полностью заменена команда управленцев, в которой теперь почти нет местных представителей; в-третьих, Боженов не сдержал своего слова о проведении выборов главы Волгограда осенью 2012 года; в-четвёртых, в регионе проходят массовые акции протеста с требованием его отставки; наконец, в-пятых, по имиджу бьёт его связь с астраханскими выборами. Сразу после публикации рейтинга Сергей Боженов был вызван в Кремль. По предположению некоторых экспертов, такой визит был связан с неудовлетворительной оценкой деятельности Боженова на своём посту. В это же время пресс-служба правительства области сообщила, что губернатор Сергей Боженов отмечен в майском рейтинге влияния глав субъектов Российской Федерации, как значительно укрепивший свои позиции, набрав 17 пунктов по сравнению с апрельскими показателями.
В середине мая стало известно о том, что супруга Сергея Боженова приобрела в Волгограде элитный особняк в престижном районе и земельный участок за 5 миллионов рублей, в то время как по оценке экспертов, стоимость такой недвижимости может превышать 30 миллионов рублей.
В мае 2012 года на портале госзакупок были размещены уведомления о проведении Волгоградской областной администрацией 26 аукционов на «Оказание услуг по информационному освещению деятельности Губернатора Волгоградской области» на общую сумму почти 16 миллионов рублей. К участникам предъявлялись требования о необходимости иметь опыт «работ по строительству, реконструкции, капитальному ремонту объекта капитального строительства». Министерство печати и информации Волгоградской области объяснило, что данные требования к составлению конкурсной документации являются унифицированными для всех закупок на территории Волгоградской области.
27 мая 2012 года в Урюпинске прошёл митинг с участием более 2 тысяч человек в знак протеста против разработки месторождения никеля на севере области, которым намерено заниматься ГМК «Норильский никель»: «Мы требуем отставки губернаторов Волгоградской и Воронежской областей — Боженова и Гордеева как руководителей, которым наплевать и на людей, и на землю, на которой мы живём. Кроме того, требуем отставки депутата областной думы господина Бирюкова, которого мы делегировали в областной законодательный орган для решения проблем, как сегодня выяснилось, абсолютно ему чуждых. Мы выступили также с наказом к сенатору от Волгоградской области Владимиру Плотникову о принятии всевозможных мер о недопущении строительства в Воронежской области никелевого карьера и если он ничего не предпримет, — мы также будем требовать его отставки».
В начале июня 2012 года Сергей Боженов продлил полномочия члена Совета Федерации от исполнительной власти Волгоградской области Николаю Максюте. Вскоре после этого помощник Николая Максюты Сергей Трофимов написал заявление об увольнении с занимаемой должности по собственной инициативе. Сергей Трофимов выразил благодарность Николаю Максюте за опыт, полученный за годы работы с ним. Но вместе с тем указал причины, которые побудили его оставить эту должность, в частности, несогласие с политикой руководства регионом и нежеланием занимать соглашательскую позицию с курсом губернатора Сергея Боженова.
С 28 июля 2012 по 22 февраля 2013 — член президиума Государственного совета Российской Федерации.
В сентябрьском рейтинге влияния глав регионов Агентства политических и экономических коммуникаций, опубликованного в «Независимой газете», Сергей Боженов занял 21 место (+ 8 позиций).
По итогам 2012 года Волгоградская область возглавила список субъектов по объёму неиспользованных субсидий на поддержку агропромышленного комплекса. Область не нашла применения 596,2 миллионам рублей. В то же время на территории области летом 2012 года был объявлен карантин по африканской чуме свиней. Были уничтожены десятки тысяч свиней, содержавшихся на личных подворьях, это лишило многих людей средств к существованию, повлекло увеличение социальной напряжённости в сельской местности. Между тем, существует мнение, что данные мероприятия направлены не на борьбу с чумой, распространение которой в таких масштабах не подтверждено лабораторными испытаниями, а связаны с коммерческими интересами группировок, близких к губернатору.
В самом начале 2013 года вице-премьер правительства Волгоградской области Павел Крупнов был задержан по подозрению в получении взятки размером 17 миллионов рублей.
Сергей Боженов нарушил требования устава Волгоградской области и не предоставил до 30 мая 2013 года в Волгоградскую областную думу на согласование отчёт о своей работе за прошедший год.
В августе 2013 года Генеральная прокуратура РФ объявила, что выявила нарушения законодательства, заключающиеся в том, что 1,4 миллиарда рублей, выделенных на строительство и содержание региональных дорог из федерального бюджета, были направлены областным Минфином «на цели, не связанные с финансовым обеспечением дорожного хозяйства и дорожной деятельности».
В сентябре 2013 года стало известно, что проживание губернатора на турбазе «Нефтяник» в Среднеахтубинском районе, одной из лучших баз отдыха региона, оплачивается из регионального бюджета по договору 26 ноября 2012 года. Арендная плата составляет более 880 тысяч рублей в месяц, за 11 месяцев оплачено более 9 миллионов рублей.

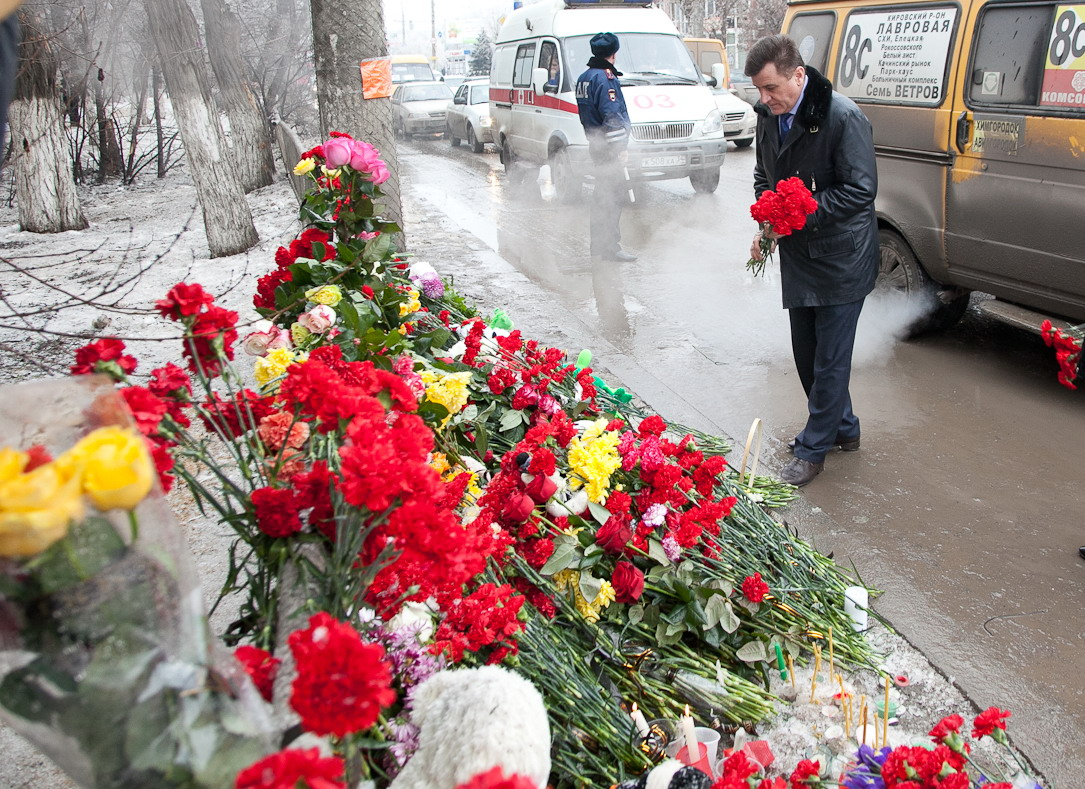
Сергей Боженов на месте взрыва троллейбуса. 31 декабря 2013 года.

В сентябре 2013 года некоторые автотранспортные предприятия области, осуществляющие автобусные перевозки населения, из-за отсутствия финансирования топлива вынуждены были прекратить работу.
После проведения выборов в Волгоградскую городскую думу, оппозиция заявила о многочисленных нарушениях избирательного законодательства. КПРФ и некоторые другие партии организовали круглосуточную акцию в сквере напротив областного правительства и думы, которая проходит в форме встречи депутатов с избирателями, а потому не попадает под ограничения, накладываемые на массовые собрания граждан. Акция, прошедшая 25 сентября на площади Ленина, собрала около 2 тысяч человек.
В октябре и декабре 2013 года в Волгограде произошло три террористических акта (автобус, вокзал и троллейбус). В этой связи Виктор Казанцев, бывший полномочный представитель президента РФ в ЮФО заявил: «Наряду с соболезнованиями раненным, родным и близким пострадавших и погибших, меня лично переполняет удивление и гнев. Взрыв в Волгограде должен повлечь за собой отставки. Кадры в вопросах безопасности, решают если не всё, то многое. Уже после октябрьских взрывов в волгоградском автобусе встал вопрос о служебном соответствии губернатора области Боженова.».
2 апреля 2014 года был отстранён от должности губернатора Волгоградской области по собственному желанию.

## Награды
- Наградной крест «За заслуги перед казачеством России» IV степени (2011)
- Медаль «За содействие органам наркоконтроля» (2010)
- Медаль ордена «За заслуги перед Отечеством» II степени (2008)[90][6]
- Почётный профессор Астраханского технического университета
- Ведомственный знак отличия Федеральной службы государственной статистики — медаль «За заслуги в проведении Всероссийской переписи населения 2010 года»
- Медаль ордена «За заслуги перед Астраханской областью» (2008)[91]
- Почётная грамота губернатора Астраханской области (2008)[91]
- Орден Святого Благоверного князя Даниила Московского II степени (2008)[92]
- Орден Святого Благоверного князя Даниила Московского III степени (2007)[92].

## Семья
Жена Сергея Анатольевича, Ольга Владимировна избиралась в 2006 и 2011 годах депутатом Государственной Думы Астраханской области. Награждена Медалью ордена «За заслуги перед Астраханской областью» (2008).